# Lachemilla vulcanica
Lachemilla vulcanica là loài thực vật có hoa trong họ Hoa hồng. Loài này được (Schltdl. & Cham.) Rydb. mô tả khoa học đầu tiên năm 1908.